# Denîs Berinciîk
Denîs Berinciîk (n. 5 mai 1988, Krasnodon, RSS Ucraineană) este un boxer ce a reprezentat Ucraina, medaliat olimpic. A participat la o ediție a Jocurilor Olimpice (2012) în care a câștigat o medalie de argint.

## Participări
Lista de mai jos prezintă principalele competiții la care a participat Denîs Berinciîk de-a lungul carierei.
- boxing at the 2012 Summer Olympics – men's light welterweight[*]